# Latarnia morska Laidunina
Latarnia morska Laidunina – latarnia została zbudowana w 1907 roku na półwyspie w pobliżu Kahtla, położonym na południowo-wschodnim wybrzeżu wyspy Sarema. Kompleks latarni oprócz wieży składał się z domu latarnika, domu obsługi, sauny, chaty magazynowej, magazynu parafiny, piwnicy oraz studni. Obiekt 7 marca 2005 roku został wpisany na listę narodowych zabytków Estonii pod numerem 27283.
Wieża ma wysokość 24 metrów, wysokość światła to 27 m. Po wybuchu I wojny światowej okazało się, że położenie latarni jest niewystarczające dla celów wojskowych i w 1916 roku urządzenia latarni zostały przeniesione do nowo zbudowanej latarni morskiej Kübassaare.